# Koningin Beatrixpark
Het Koningin Beatrixpark is een stadspark in Almere Stad tussen Muziekwijk, Kruidenwijk, Staatsliedenwijk en de Stedenwijk in. Met het grondwerk voor het park is al in 1978 begonnen, voordat men de omliggende woonwijken bouwde. De begroeiing is aangelegd in de vroege jaren 80 van de 20e eeuw. In november 1981 werd door koningin Beatrix een koningslinde geplant. In het park staan kunstwerken van kunstenaar Jerome Symons. Er is een bushalte Beatrixpark in de nabijheid.
Door het park lopen twee hoofdpaden, het Clauspad en het Beatrixpad. Ook is er een lange skeelerroute. Het park ligt 4 meter onder NAP, het bestaat voor 45% uit bos, 25% is grasland, 15% water en 15% pad. Er is een BBB (Beheergroep Buurtbewoners Beatrixpark) die het park vrijwillig helpt met het onderhoud.

Beatrixpark ·
Beginbos ·
Bos der Onverzettelijken ·
Cascadepark ·
Den Uylpark ·
Ebenezer Howardpark ·
Hannie Schaftpark ·
Homeruspark ·
Stadslandgoed de Kemphaan ·
Kromslootpark ·
Lage Vaartoever ·
Laterna Magikapark ·
Leeghwaterplas ·
Lumièrepark ·
Meridiaanpark ·
Muzenpark ·
Noorderleede Oever ·
Oostelijke Groene Wig ·
Overgooische Zoom ·
Polderpark ·
Vroege Vogelbos ·
Westelijke Groene Wig